# Stegonotus borneensis
Stegonotus borneensis är en ormart som beskrevs av Inger 1967. Stegonotus borneensis ingår i släktet Stegonotus och familjen snokar. Inga underarter finns listade i Catalogue of Life.
Exemplar av arten hittades i flera regioner på Borneo. Denna orm lever i kulliga områden och i bergstrakter mellan 150 och 1800 meter över havet. Habitatet utgörs av olika slags skogar och några individer iakttogs nära vattendrag. Stegonotus borneensis kan vara dag- och nattaktiv. Honor lägger ägg.
Intensivt skogsbruk kan påverka beståndet negativt. Andra hot är inte kända. IUCN kategoriserar arten globalt som livskraftig.